# Koresand
Der Koresand ist ein Hochsand im süddänischen Wattenmeer südwestlich der Insel Mandø. Auf Koresand gab es mindestens eine Warft, bis die Insel im 19. Jahrhundert nach mehreren Sturmfluten von den Bewohnern verlassen wurde. Mit rund 20 Quadratkilometern ist Koresand derzeit die größte Sandbank des Wattenmeeres.
In den Sommermonaten gibt es vom Nationalparkzentrum in Mandø geführte Touren nach Koresand. Wenn es der Wasserstand zulässt, fährt täglich ein Wagen an die Westküste von Koresand, an der das Wattenmeer endet und das offene Meer beginnt. Bei geeignetem Wind ist auf Koresand viel Bernstein zu finden. An der Südwestseite kann man häufig Seehunde auf dem Sand liegen sehen.

## Galerie

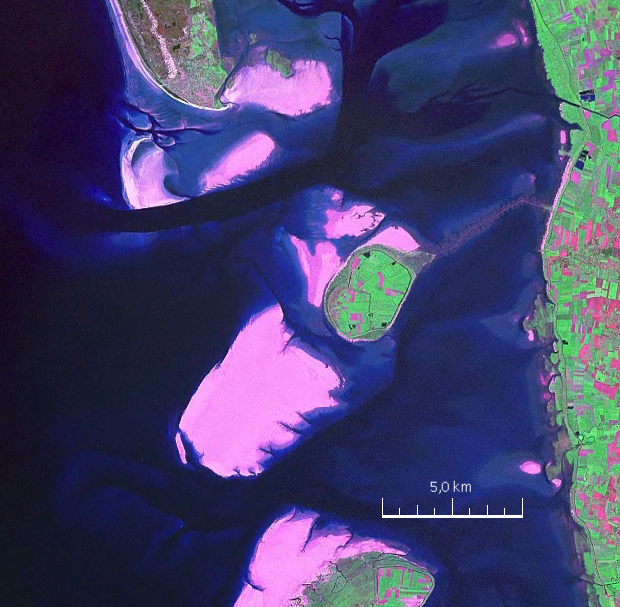
Der Koresand südwestlich von Mandø, zwischen Rømø im Süden und Fanø im Norden und der Jütländischen Küste im Osten (NASA Geocover 2000)
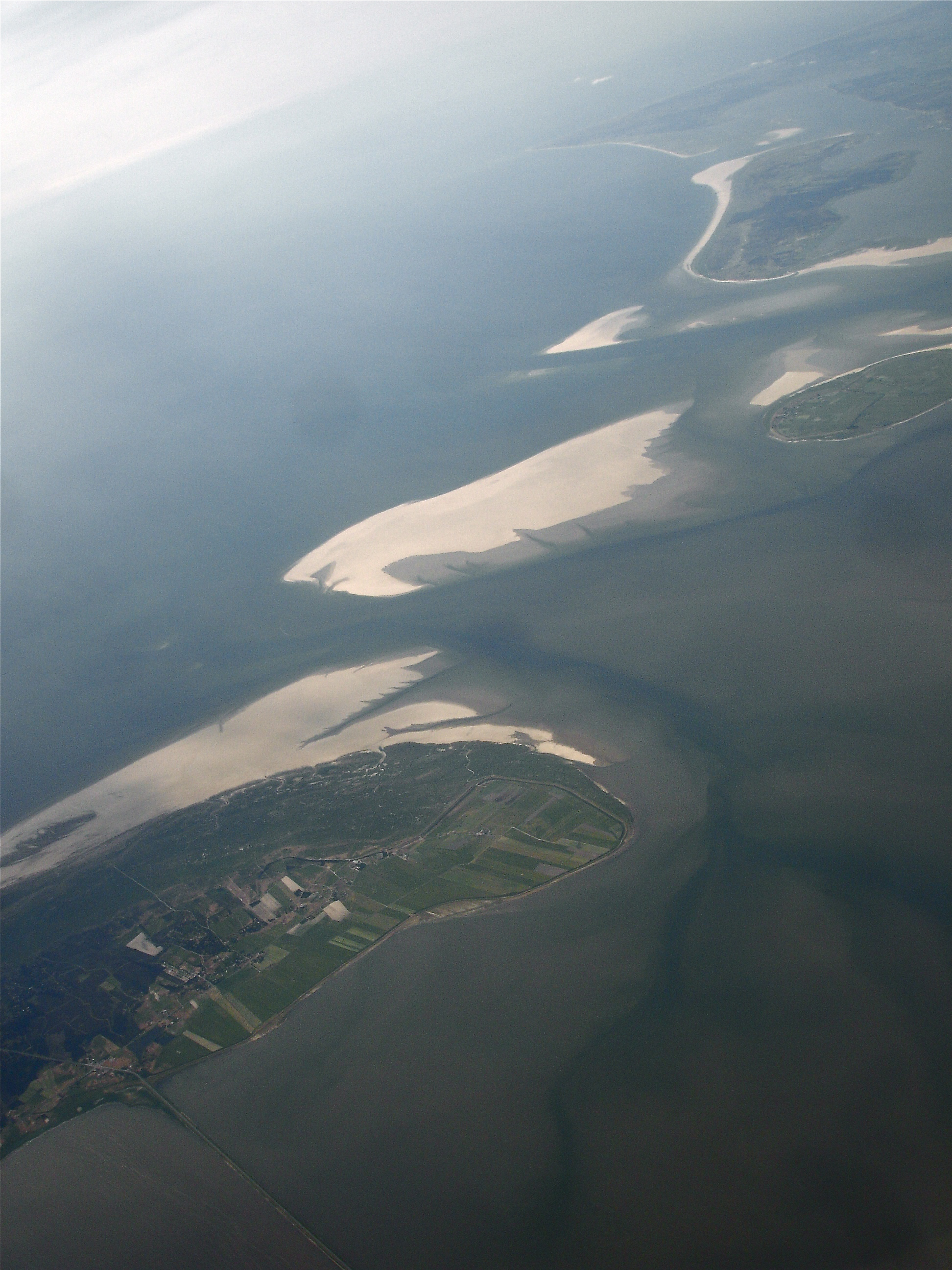
Koresand etwas oberhalb der Bildmitte, rechts dahinter Mandø, im Vordergrund Rømø, im Hintergrund Fanø